# Хашмонаим
Хашмонаим (ивр. חשמונאים‎) — израильское поселение на Западном берегу реки Иордан, входящее в состав регионального совета Мате-Биньямин.

## История
Строительство началось в декабре 1983 года. Церемонию посвящения в 1984 посетил премьер-министр Израиля Ицхак Шамир. А в августе 1987 в поселение въехали первые семьи жителей.

## Население
По данным Центрального статистического бюро Израиля, население на начало 2020 года составляло 2 771 человек.
Около половины населения являются англоговорящими с рождения. Большинство жителей религиозные сионисты. Работа многих связана с Соединёнными Штатами Америки.

## Инфраструктура
10 синагог: 4 ашкеназских, 3 сефардских, 2 йеменских и одна хабадская.
5 детских садов, религиозная начальная школа и ешива, привлекающая мальчиков со всей территории регионального совета Биньямин. Также есть клуб для молодых людей, отделение организации Бней Акива, две баскетбольных площадки, бейсбольное поле, детские площадки, библиотека и фитнес-центр.

## Транспорт
До Иерусалима, Тель-Авива, Петах-Тиквы и Ариэля можно доехать на машине примерно за 30 минут. Существует также автобусное сообщение.

## Спорт
Имеется бейсбольная команда.